# Epifytenwoestijn
Een epifytenwoestijn is gebied waar de epifytische planten zoals mossen en vooral korstmossen vrijwel verdwenen zijn of sterk achteruitgegaan. De epifytenwoestijnen ontstaan ten gevolge van luchtvervuiling. Naar het verdwijnen van epifyten rond steden en industrieterreinen als gevolg van de daar voorkomende hoge concentraties zwaveldioxide en stikstofverbindingen in de atmosfeer wordt al sinds 1930 onderzoek gedaan. Zwaveldioxide en stikstofverbindingen waren afkomstig van de verbranding van fossiele brandstoffen als steenkool en olieproducten.

## Inventarisaties
In 1958 heeft de botanicus Jan Barkman epifytenwoestijnen (een door hem gemunte term) in Nederland in kaart gebracht.
Om veranderingen in de situatie te kunnen waarnemen werd de inventarisatie in de zeventiger jaren herhaald door de Werkgroep Herkartering Epifyten in Nederland (WHEN). Een van de aanleidingen van de herkartering was dat luchtverontreiniging schade kan toebrengen aan ecosystemen en de gezondheid. 
Onderzochte monsterpunten (zoals langs wegen, lanen, dijken) bestonden uit rijtjes bomen (forofyten). Er werden per uurhok (5 × 5 km volgens de amersfoortcoördinaten) verschillende boomsoorten onderzocht, bijvoorbeeld eiken en lindes in het binnenland en iepen en essen meer in de kustgebieden. De bomen waren vrijstaand en de stammen niet te veel beschaduwd door zijtakken. In totaal werden 10.000 in de kartering betrokken, waarbij het aantal epifytische soorten varieerde van 3 of minder (in het Rijnmondgebied) tot meer dan 25 (in het noorden van Nederland). De meeste soorten obligaat epifytische korstmossen en mossen (soorten die alleen epifytisch op boomschors voorkomen, en niet op andere substraten) zijn zeldzamer geworden en enkele tientallen soorten zelfs verdwenen. Ongeveer 50 soorten zijn verdwenen als epifyt.

## Achtergrond
Epifytische mossen en korstmossen, in het bijzonder de soorten op boomschors, zijn goede indicatoren voor de luchtkwaliteit, met name voor de luchtverontreiniging, wat te verklaren is doordat korstmossen water met voedingsstoffen opnemen met hun gehele oppervlak. Met toenemende mate van luchtvervuiling verdwijnen de gevoelige epifytische soorten en neemt de soortenrijkdom af. Enkele minder gevoelige (tolerante) soorten komen er voor in de plaats of zelfs deze verdwijnen. 
De soortenrijkdom aan epifytische mossen en korstmossen hangt zowel af van de luchtkwaliteit, als ook van van de boomsoort en de leeftijd en dikte van de boom. Daarnaast spelen factoren, als het klimaat (nabijheid van de kust), de mate en richting waarin de boom scheef staat, de onderhoudstoestand van de boom en de groeiplaats (zoals op laanbomen, in bos of struweel), een rol.

## Epifytische korstmossen

minder gevoelige soorten
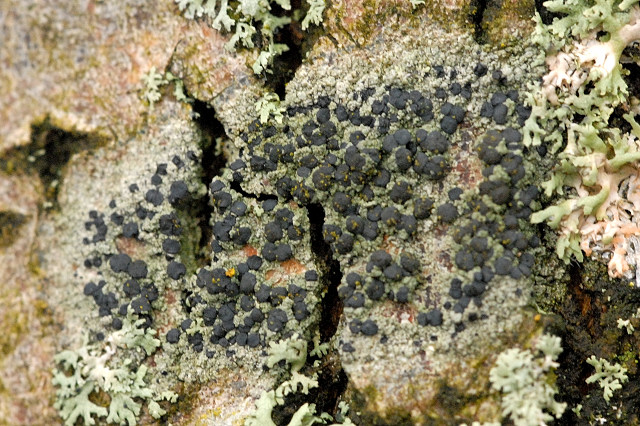
Vliegenstrontjesmos (Amandinea punctata), een algemeen korstvormig korstmos
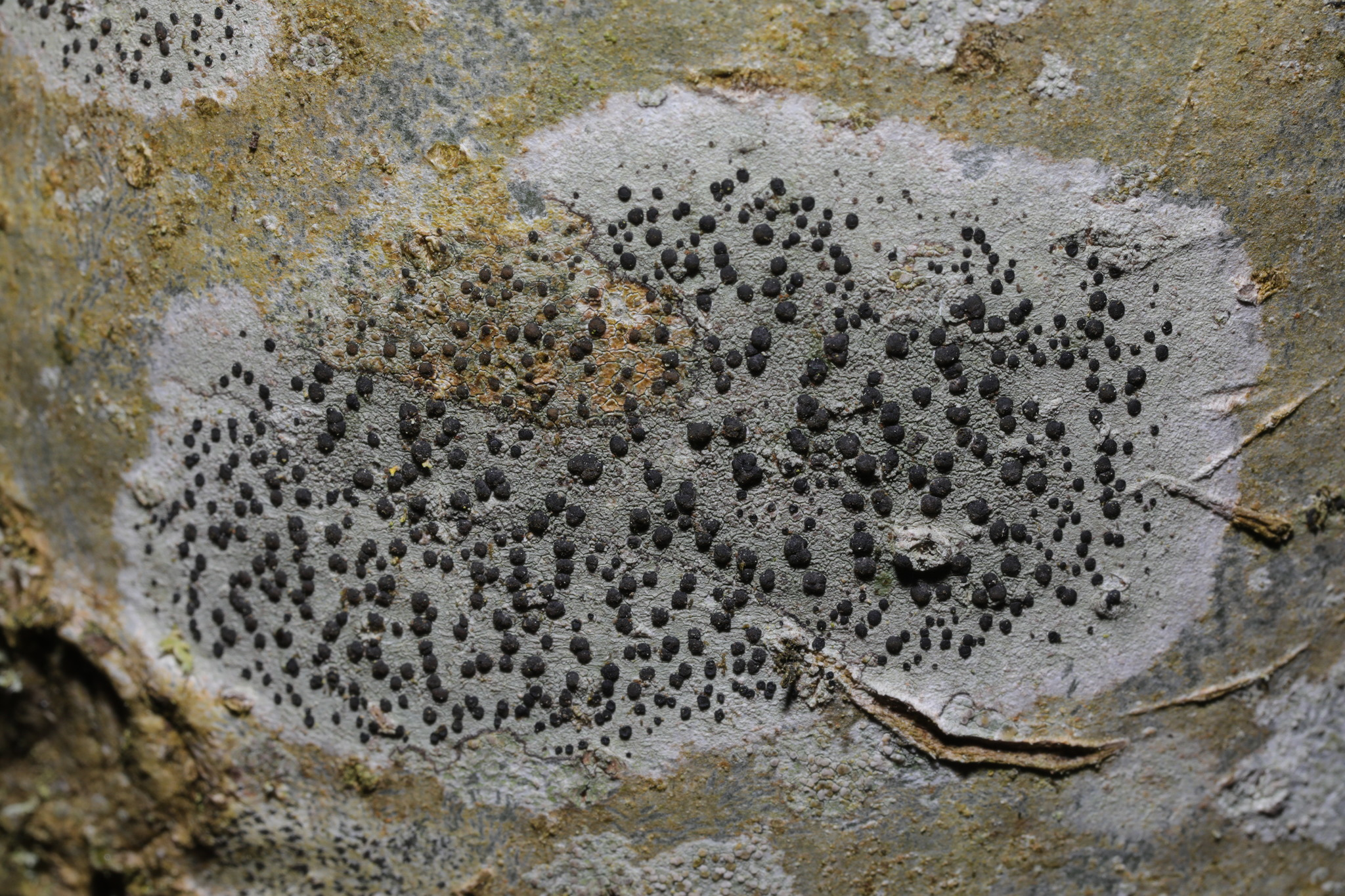
Gewoon purperschaaltje (Lecidella elaeochroma)
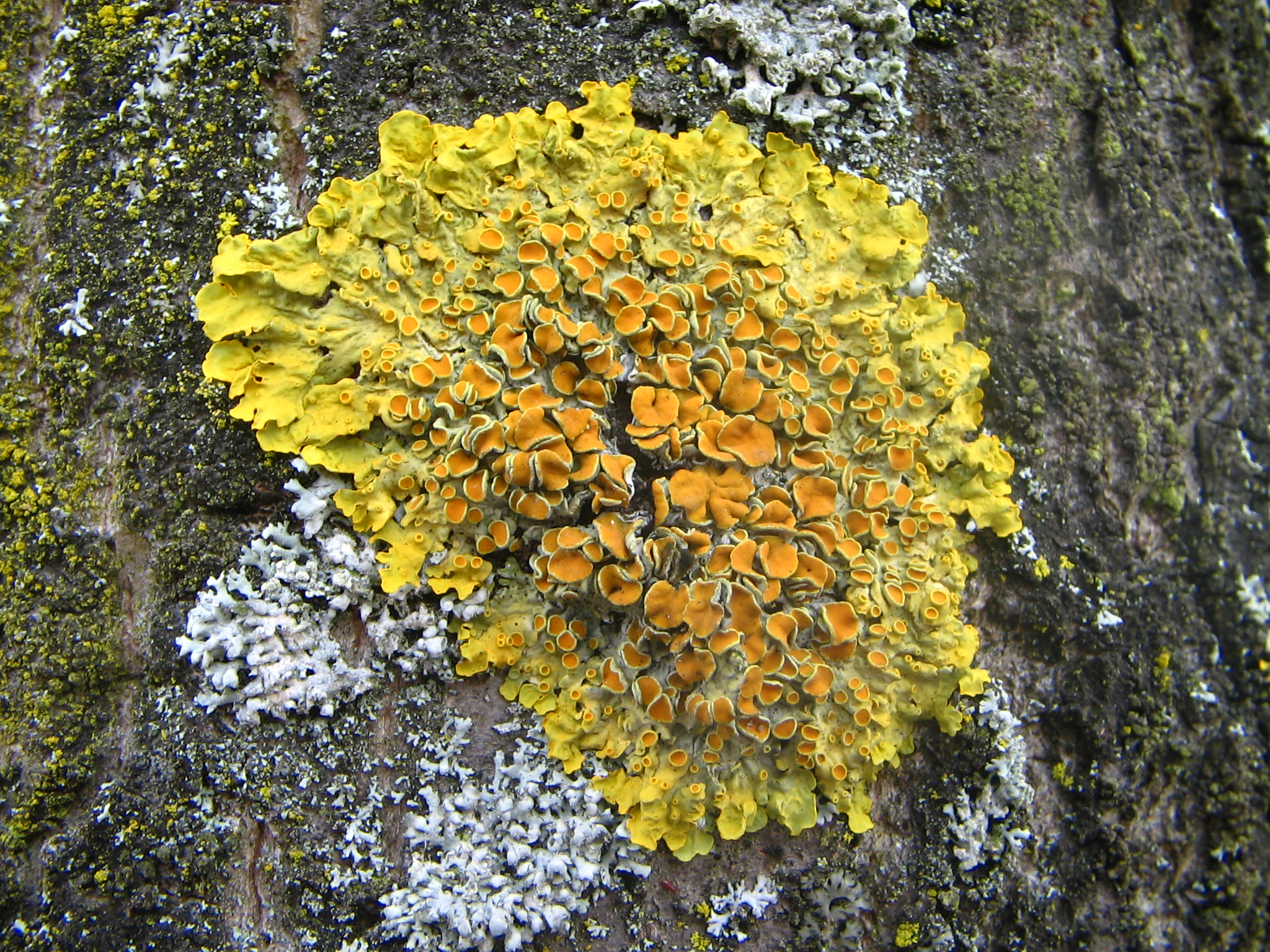
Groot dooiermos (Xanthoria parietina) groeit op schors en op steen, verdraagt stikstof

gevoeligere soorten
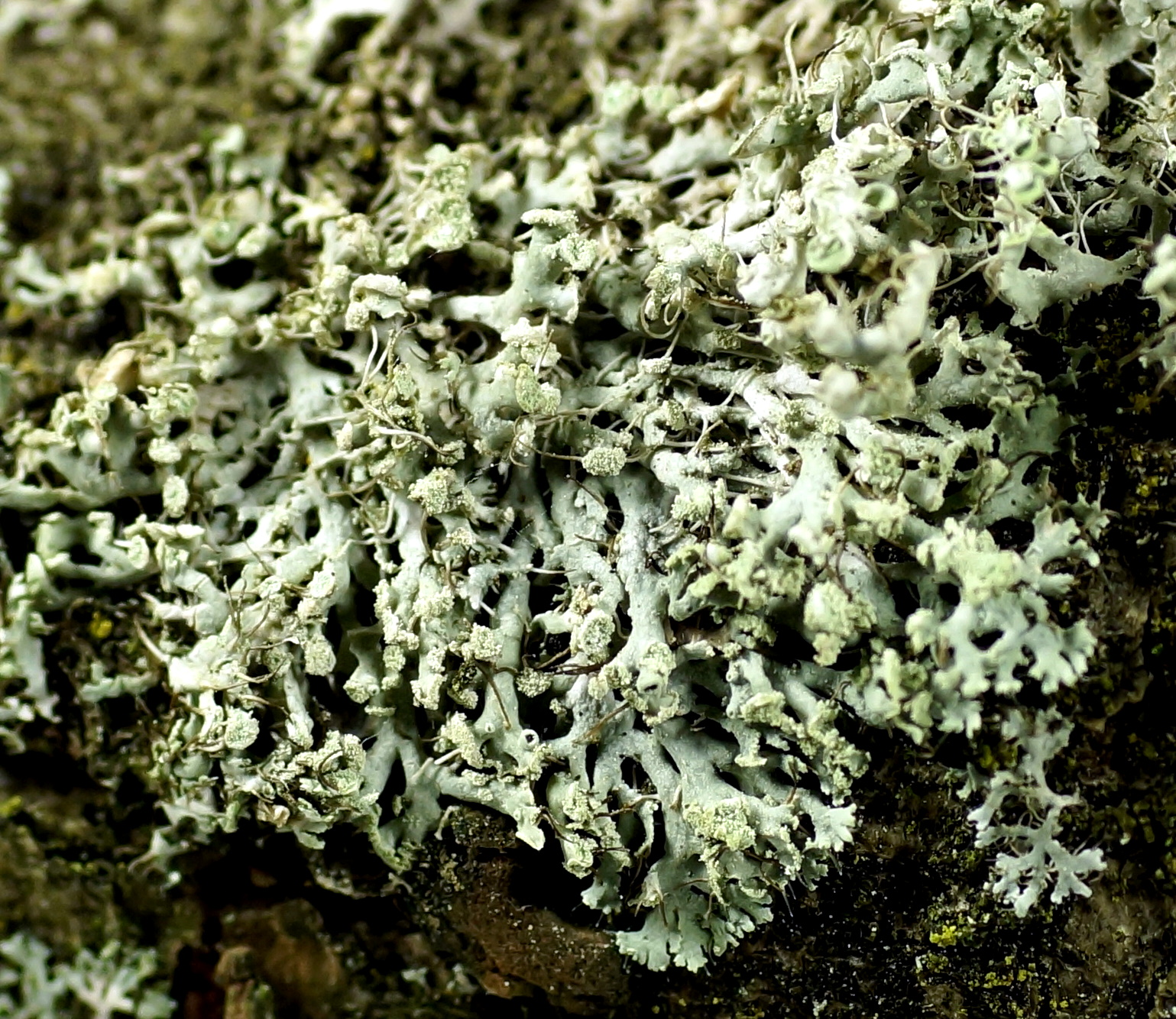
Heksenvingermos (Physcia tenella) groeit meestal op boomschors
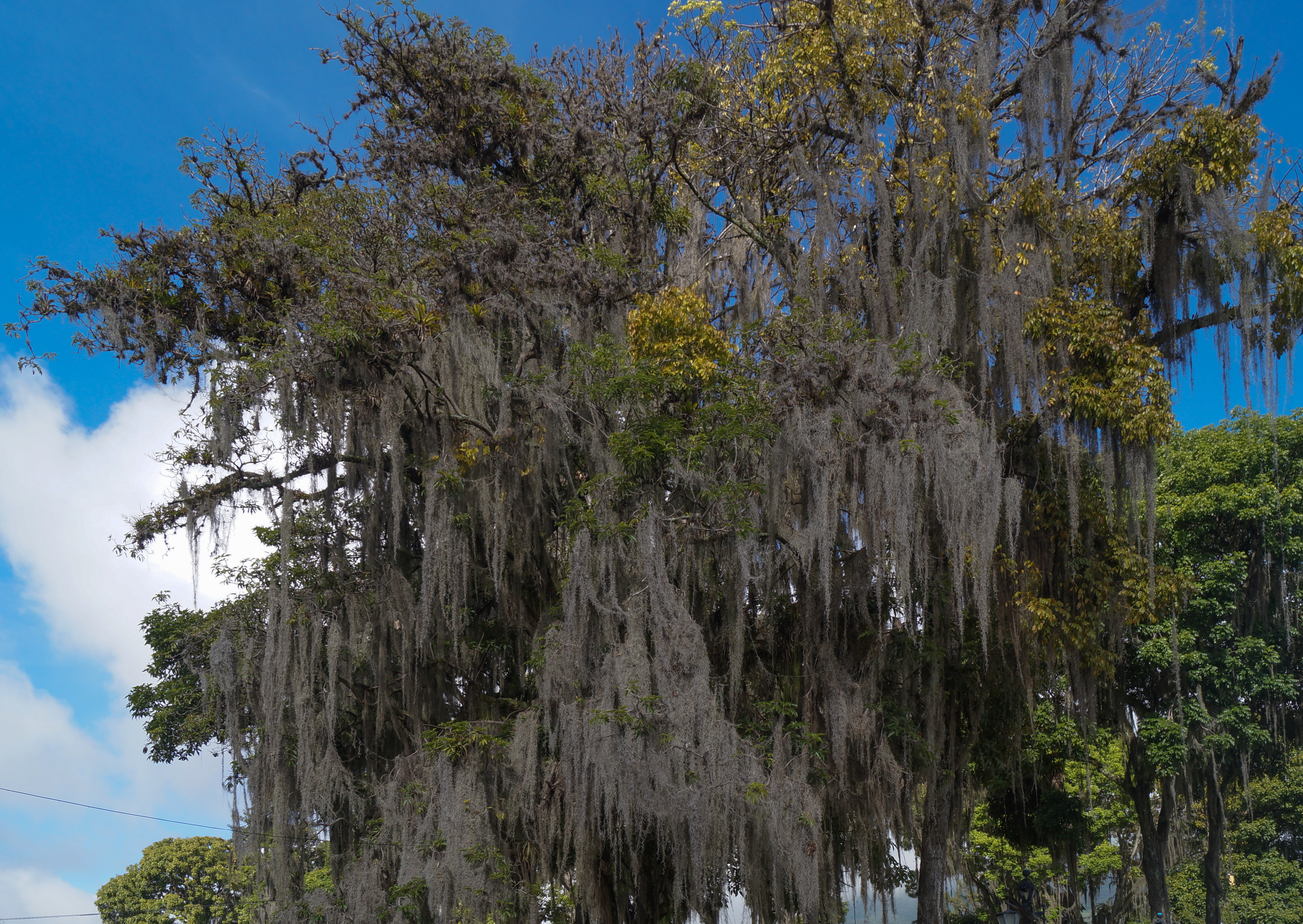
Usnea barbata, een gevoelig baardmos
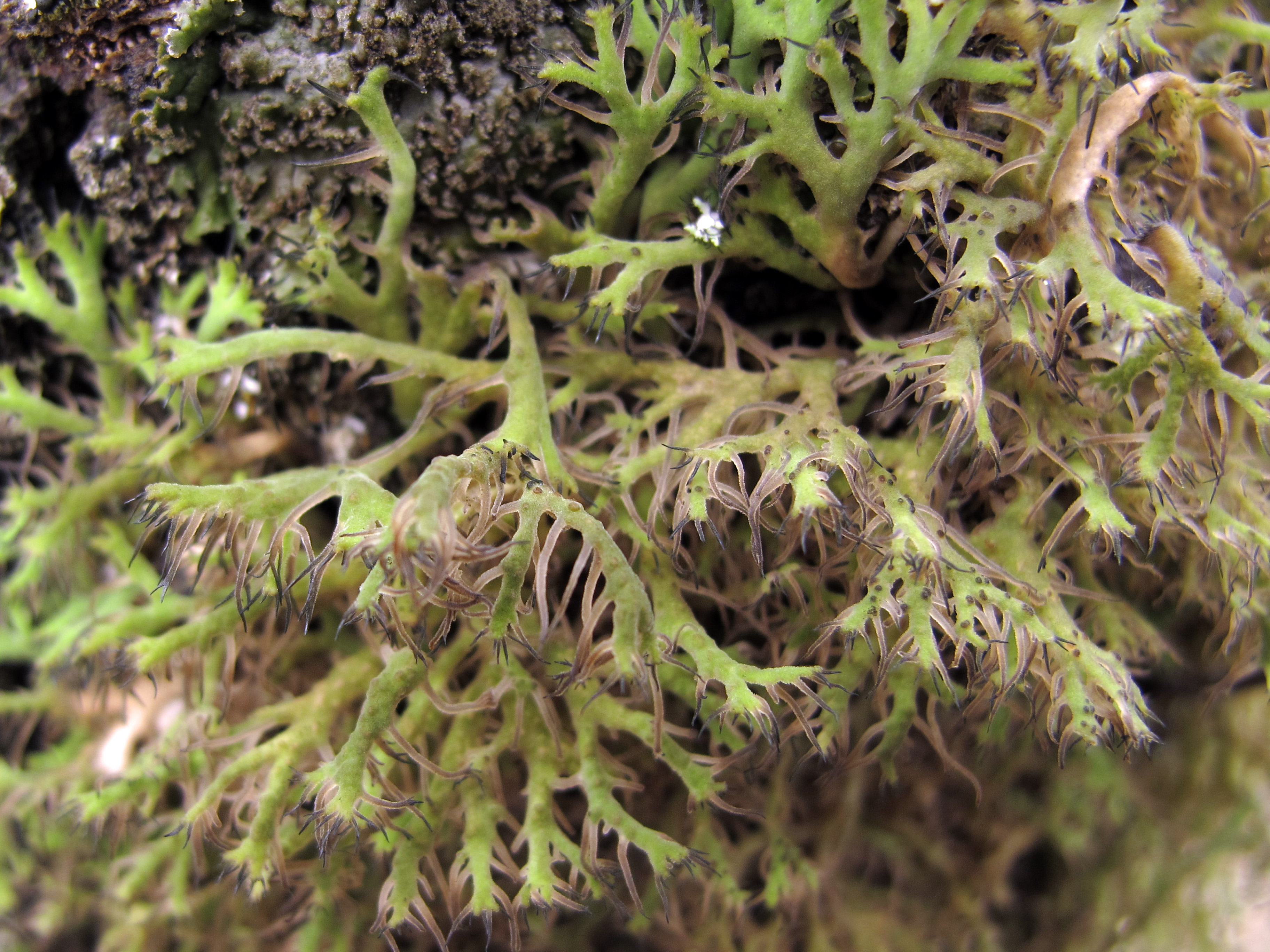
Wimpermos (Anaptychia ciliaris), een zeer gevoelig korstmos